# Кану (Созел)
Кану (порт. Cano) — район (фрегезия) в Португалии, входит в округ Порталегре. Является составной частью муниципалитета Созел. По старому административному делению входил в провинцию Алту-Алентежу. Входит в экономико-статистический субрегион Алентежу-Сентрал, который входит в Алентежу. Население составляет 1537 человек на 2001 год. Занимает площадь 49,41 км².
Покровителем района считается Дева Мария (порт. Nossa Senhora da Graça).

## Демография

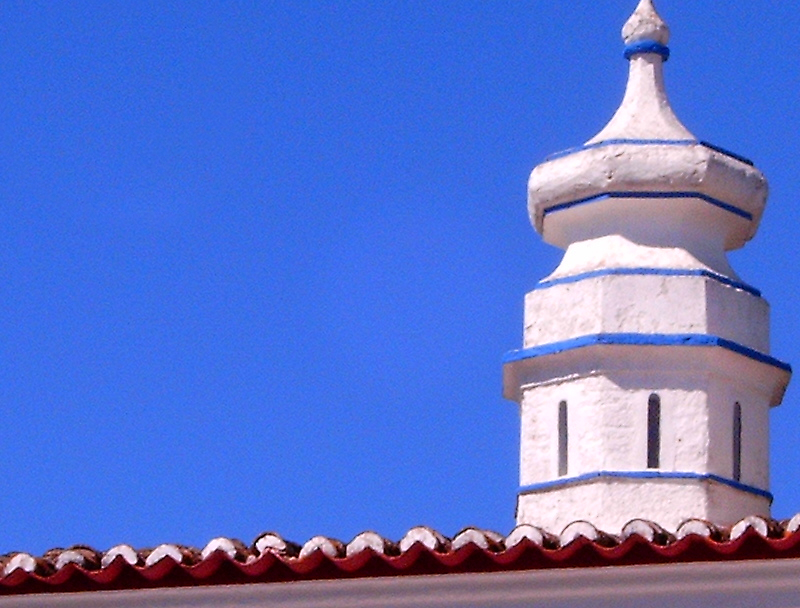
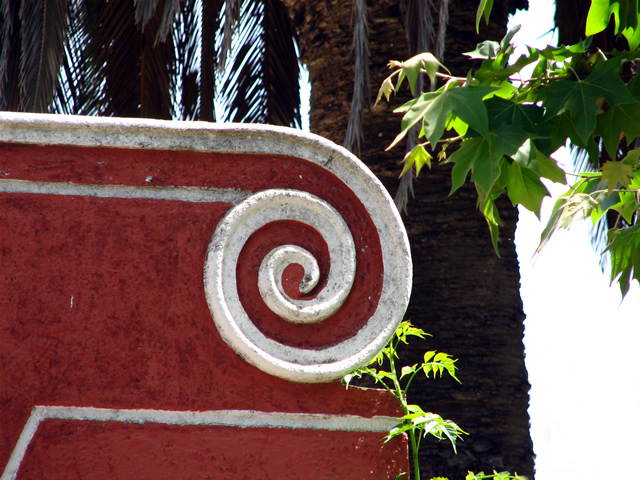

| Sector primário | Sector secundário | Sector terciário |
| 43 %            | 23 %              | 34 %             |